# Fusil Gras Modelo 1874
El Fusil Gras M80 Modèle 1874 era un fusil francés del siglo XIX.

## Historia
El fusil Gras Modelo 1874 era una adaptación del Chassepot, hecha por el entonces coronel del ejército francés Basile Gras para emplear cartuchos con casquillo de metal. Era de calibre 11 mm y disparaba cartuchos que pesaban 25 gramos. Era un arma robusta y potente, pero monotiro. Tenía una bayoneta con hoja triangular. Fue reemplazado en 1886 por el fusil Lebel. Hasta entonces se habían producido unos 400.000 fusiles Gras.
El cartucho metálico Gras fue fabricado en respuesta al desarrollo del cartucho metálico diseñado por el Coronel Boxer en 1866 (cartucho Boxer) y al fusil británico Martini-Henry. Este fusil fue prontamente emulado por los alemanes con el Mauser 1871.
El Ejército griego adoptó el Gras en 1877, siendo empleado en todos los conflictos hasta la Segunda Guerra Mundial. Fue el arma predilecta de los guerrilleros, tanto durante las numerosas revueltas contra el Imperio otomano como en contra de los alemanes, alcanzando un estatus legendario. El nombre del fusil se incorporó al idioma, por lo que Grades (γκράδες) fue un término coloquial empleado para describir cualquier fusil durante la primera mitad del siglo XX. El Gras fue fabricado principalmente por MAS (abreviación de Manufacture d'armes de Saint-Étienne), una de las fábricas estatales de armas de Francia. Sin embargo, la mayoría de fusiles Gras (60.000) empleados por el Ejército griego fueron fabricados bajo licencia en Steyr, Austria.
También fue usado como arma oficial por el Ejército chileno durante la guerra del Pacífico, contra Perú y Bolivia, lo que le dio la ventaja contra los Chassepot de cartuchos de papel que usaban estos últimos.
El fusil Gras inspiró en parte el desarrollo del fusil Murata, el primer fusil militar producido en Japón.
Según el historiador vietnamita Phạm Văn Sơn, un general del levantamiento Hương Khê llamado Cao Thắng (1864-1893), logró copiar un "fusil de repetición francés Modelo 1874". Sin embargo, la versión vietnamita tenía un cañón de ánima lisa y su alcance era limitado.
Debido a la escasez de armas en la Primera Guerra Mundial, Francia envió 450.000 fusiles Gras a Rusia. Además recalibró 146.000 fusiles para emplear el cartucho 8 mm Lebel. El fusil Gras fue empleado por el Ejército griego en una fecha tan tardía como 1941, durante la batalla de Creta.

## Usuarios
- Chile: empleado por el Ejército chileno durante la guerra del Pacífico.
- Colombia: Se compraron varios miles a fines del siglo XIX. Fueron utilizados durante la guerra de los Mil Días.[5]
- Francia
- Grecia
- Imperio etíope: el Gras fue empleado por el Ejército etíope.[6]
- Imperio ruso: debido a la escasez de armas en la Primera Guerra Mundial, el Imperio ruso recibió fusiles Gras de Francia.[7][8]
- Mónaco

## Galería

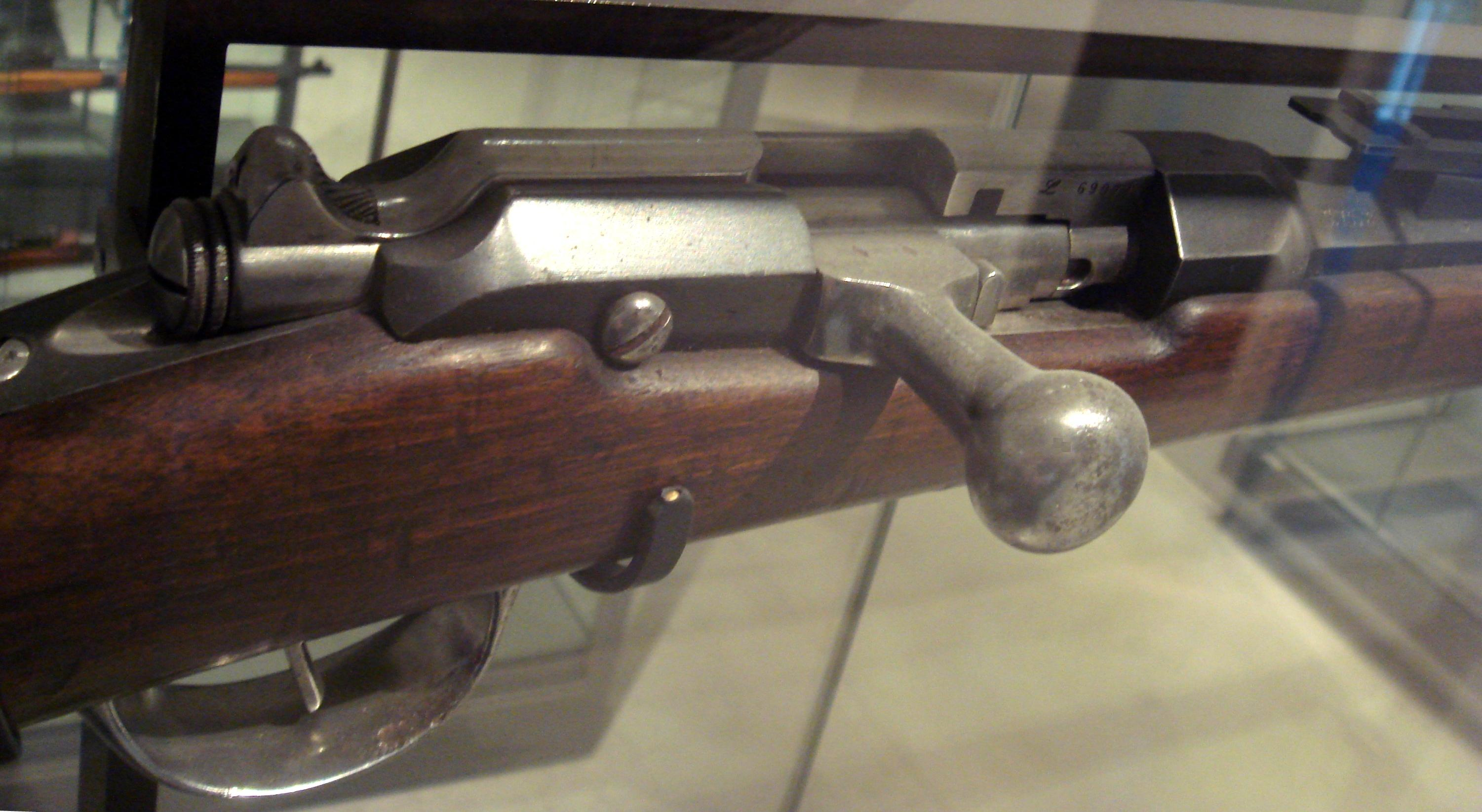
Detalle del cerrojo y la recámara de un Fusil Gras M80 1874.
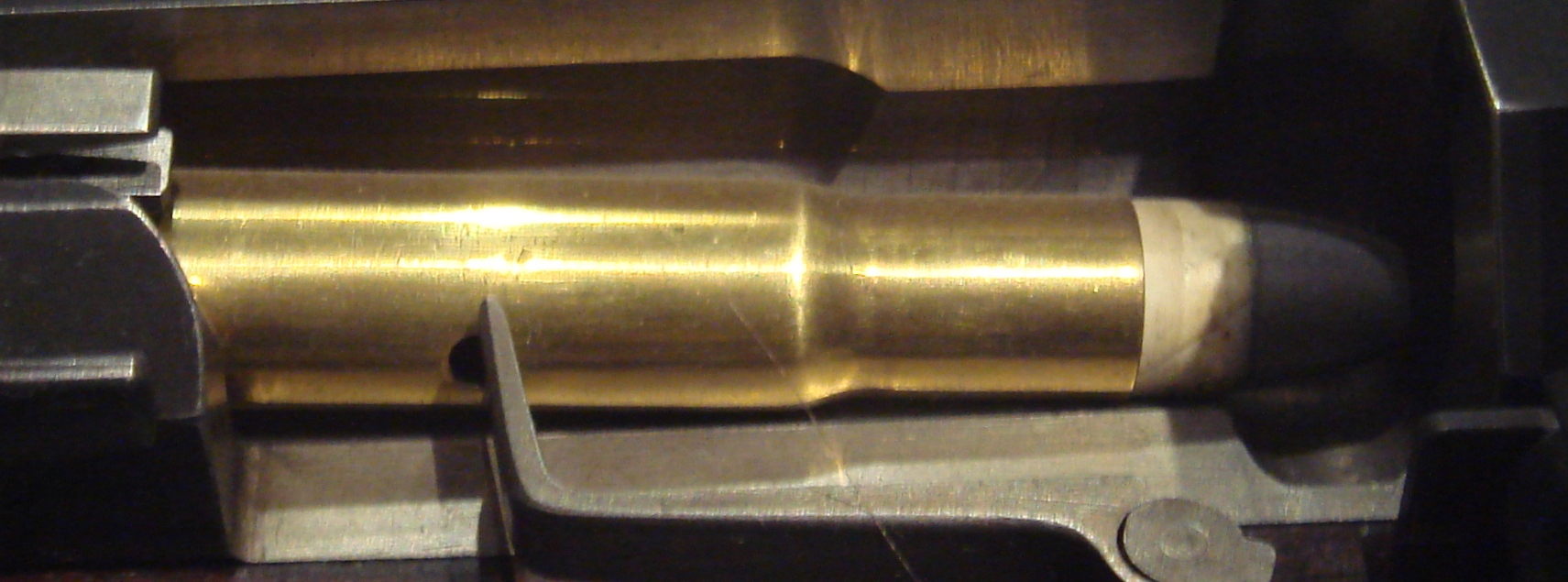
Un cartucho 11 x 59 R Gras.
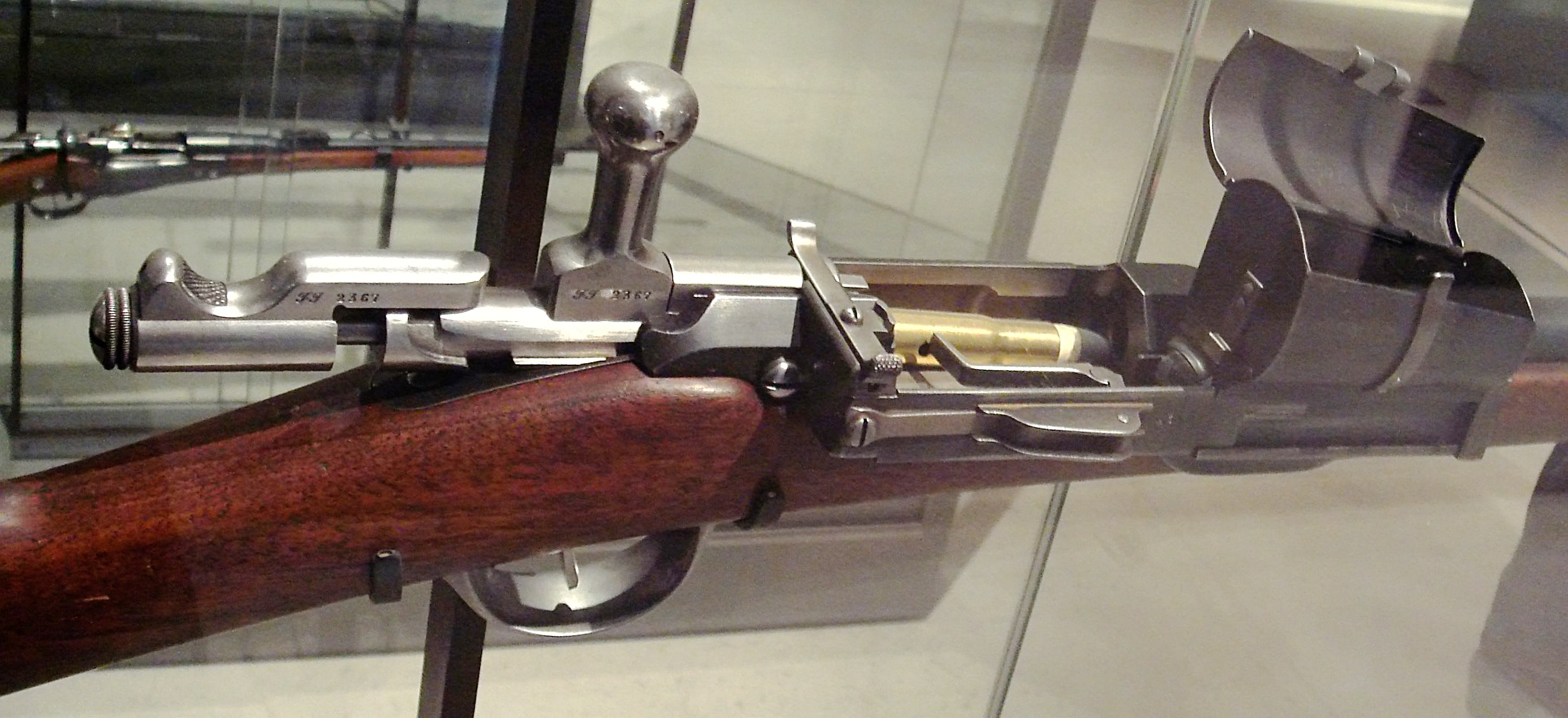
Un fusil Gras modificado en 1883 con un depósito de 10 cartuchos accionado mediante gravedad.
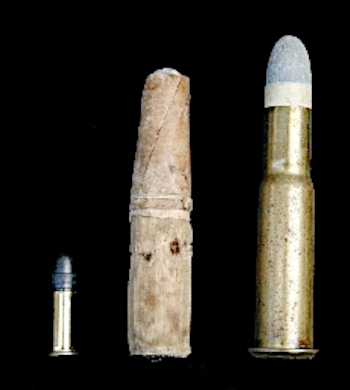
De izquierda a derecha: un cartucho .22 Long Rifle, un 11 mm Chassepot de papel y un 11 x 59 R Gras.
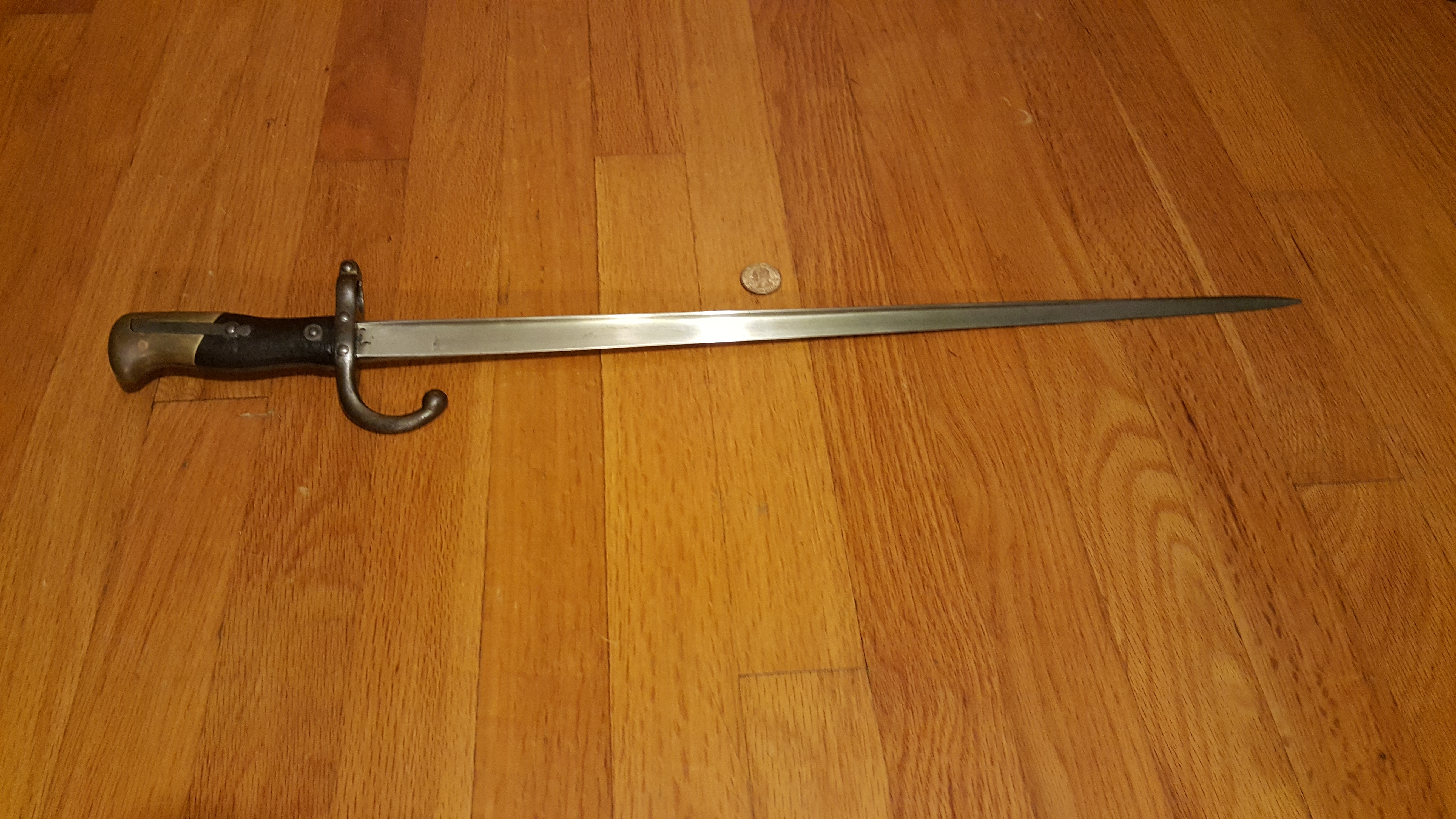
Bayoneta del Gras Modelo 1875.